# Середпільцівська сільська рада
Середпільцівська сільська рада — колишній орган місцевого самоврядування у Радехівському районі Львівської області з адміністративним центром у с. Середпільці.

## Загальні відомості
Історична дата утворення: в 1939 році. Водоймища на території, підпорядкованій даній раді: річка Острівка.

## Населені пункти
Сільській раді підпорядковані населені пункти:
- с. Середпільці
- с. Мукані

## Склад ради
Рада складається з 14 депутатів та голови.

### Керівний склад ради
| ПІБ                      | Основні відомості                                                                             | Дата обрання | Дата звільнення |
| ------------------------ | --------------------------------------------------------------------------------------------- | ------------ | --------------- |
| Обушко Василь Степанович | Сільський голова, 1961 року народження, освіта, член Всеукраїнського об'єднання «Батьківщина» | 26.03.2006   | 31.10.2010      |
| Обушко Василь Степанович | Сільський голова, 1961 року народження, освіта вища, безпартійний                             | 31.10.2010   |                 |

Примітка: таблиця складена за даними джерела